# Little Hells
Little Hells è il quarto album in studio non EP della cantautrice statunitense Marissa Nadler, pubblicato il 3 marzo 2009.

## Tracce
Testi e musiche di Marissa Nadler.
1. Heart Paper Lover – 4:08
2. Rosary – 3:56
3. Mary Come Alive – 4:44
4. Little Hells – 2:26
5. Ghosts & Lovers – 4:16
6. Brittle, Crushed & Torn – 3:12
7. The Whole Is Wide – 4:39
8. River of Dirt – 4:24
9. Loner – 4:49
10. Mistress – 5:42